# 永川市

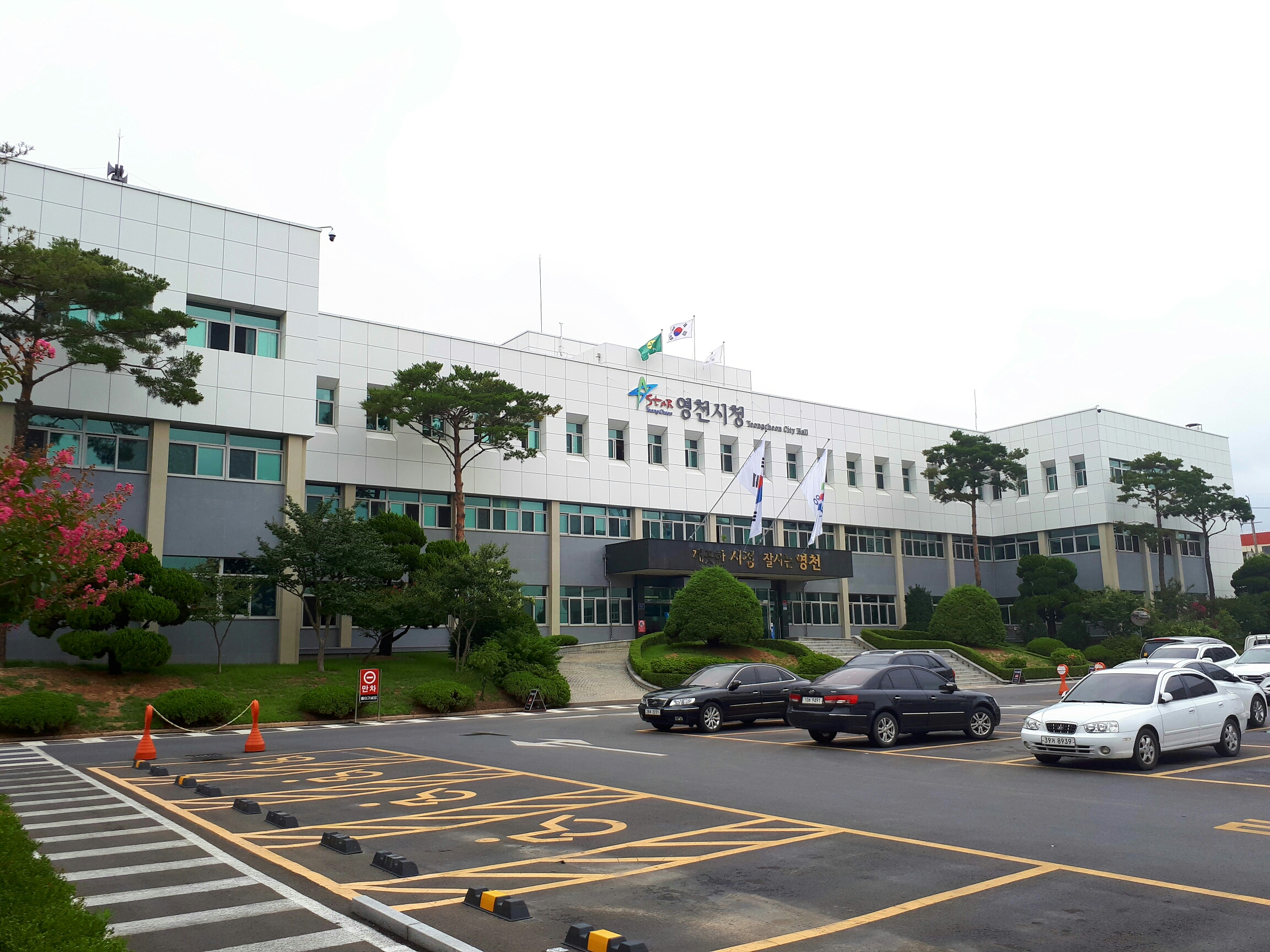
永川市庁

永川市（ヨンチョンし）は、
大韓民国慶尚北道の南東部にある市。

## 沿革

### 永川市
- 1981年7月1日 - 永川郡永川邑が永川市に昇格。
- 1983年2月15日 - 永川郡琴湖邑・清通面・花山面のそれぞれ一部を編入。
- 1987年1月1日 - 永川郡臨皐面の一部を編入。
- 1989年1月1日 - 永川郡清通面の一部を編入。
- 1995年1月1日 - 永川市・永川郡が合併し、永川市が発足（1邑10面）。

### 永川郡
- 1914年4月1日 - 郡面併合により、永川郡・新寧郡の大部分（南面を除く）・興海郡北安面を永川郡として編成。永川郡に以下の面が成立（14面）。
  - 新寧面・花山面・化東面・知谷面・新村面・永川面・臨皐面・清鏡面・清通面・紫陽面・琴湖面・大昌面・北安面・古村面[2]

| 道令第2号                                              |                  |
| 変更前                                                 | 変更後（永川郡） |
| 新寧郡県内面、雉山面                                   | 新寧面           |
| 新寧郡牙村面、代良面、永川郡遠林面                     | 花山面           |
| 新寧郡古県面、永川郡鳴山面                             | 化東面           |
| 新寧郡知谷面                                           | 知谷面           |
| 新寧郡新村面、永川郡柴川面                             | 新村面           |
| 永川郡内東面、内西面、完山面、又谷面                   | 永川面           |
| 永川郡阿川面、還歸面、興海郡北安面の一部               | 臨皐面           |
| 永川郡追谷面、興海郡北安面の一部                       | 清鏡面           |
| 永川郡北習面、山底面                                   | 清通面           |
| 永川郡古見面、巨余面、蒼水面、七百面                   | 琴湖面           |
| 永川郡毛沙面                                           | 大昌面           |
| 永川郡元堂面比召面、原谷面、元堂面、興海郡北安面の一部 | 北安面           |
| 永川郡古村面、紫陽面                                   | （変動なし）     |
- 1934年4月1日（11面）
  - 化東面の一部が永川面に編入。
  - 知谷面・新村面および化東面の残部が合併し、華北面が発足。
  - 古村面・清鏡面が合併し、古鏡面が発足。
- 1937年7月1日 - 永川面が永川邑に昇格（1邑10面）。
- 1973年7月1日 - 琴湖面が琴湖邑に昇格（2邑9面）。
- 1981年7月1日 - 永川市・永川郡を分離（1邑9面）。
- 1983年2月15日 - 琴湖邑・清通面・花山面のそれぞれ一部が永川市に編入（1邑9面）。
- 1986年4月1日 - 華北面三昌出張所管轄区域に花山面亀湖洞を編入させ、華南面に昇格（1邑10面）。
- 1987年1月1日 （1邑10面）
  - 臨皐面の一部が永川市に編入。
  - 清通面の一部が慶山郡瓦村面に編入。
  - 慶山郡瓦村面の一部が琴湖邑に編入。
- 1989年1月1日（1邑10面）
  - 清通面の一部が永川市に編入。
  - 華北面の一部が華南面に編入。
- 1995年1月1日 - 永川郡が永川市と合併し、永川市が発足。永川郡は廃止。

## 行政

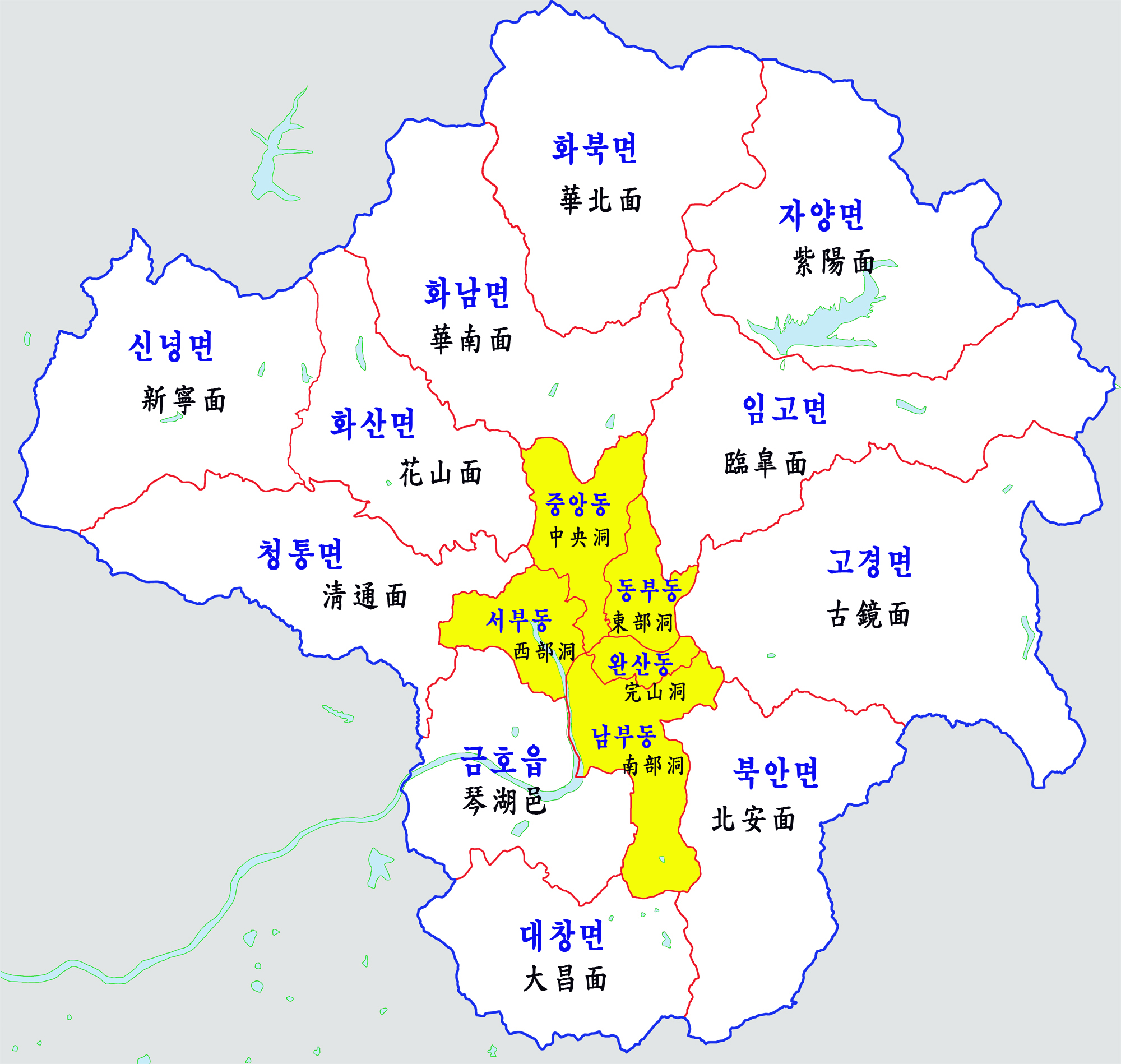
行政区域図

### 行政区域
| 行政洞・邑・面 | 法定洞・法定里 |
| -------------- | --- |
| 東部洞         | 新基洞、彦河洞、也史洞、望亭洞、早橋洞 |
| 中央洞         | 門外洞、門内洞、倉邱洞、果田洞、五味洞、録田洞、道林洞、梅山洞 |
| 西部洞         | 校村洞、城内洞、化龍洞、五樹洞、双渓洞、大田洞、瑞山洞 |
| 完山洞         | 完山洞 |
| 南部洞         | 道洞、金老洞、泛漁洞、鵲山洞、鳳洞、道南洞、本村洞、采新洞、槐淵洞 |
| 琴湖邑         | 官亭里、橋垈里、亀岩里、南星里、冷泉里、大谷里、大美里、徳城里、鳳竹里、三湖里、石蟾里、成川里、新垈里、新月里、薬南里、漁隠里、五渓里、元基里、元堤里、湖南里、凰亭里                                                                     |
| 新寧面         | 佳泉里、梅陽里、富山里、神徳里、蓮亭里、莞田里、旺山里、雉山里、華南里、華西里、花城里 |
| 花山面         | 佳上里、堂谷里、唐池里、大基里、大安里、徳岩里、富渓里、三釜里、石村里、岩基里、蓮渓里、龍坪里、柳星里、花山里、孝亭里 |
| 華北面         | 公徳里、法華里、上松里、梧桐里、梧山里、玉渓里、龍沼里、立石里、慈川里、正覚里、竹田里、下松里、横渓里 |
| 華南面         | 亀田里、亀湖里、琴湖里、大川里、沙川里、三昌里、仙川里、新湖里、安川里、温川里、龍渓里、月谷里、竹谷里 |
| 臨皐面         | 古川里、金大里、徳淵里、梅湖里、莎里、三梅里、仙源里、守城里、良坪里、良巷里、愚巷里、平泉里、黄岡里、暁里 |
| 古鏡面         | 柯樹里、古道里、論瑟里、丹浦里、大成里、大儀里、徳岩里、徳井里、道岩里、東道里、釜里、三帰里、三山里、三浦里、上徳里、上梨里、石渓里、五龍里、五柳里、龍田里、前沙里、次堂里、倉上里、倉下里、清亭里、草日里、七田里、巴渓里、鶴里、海仙里 |
| 清通面         | 桂芝里、桂浦里、大平里、甫城里、松川里、新徳里、新源里、新鶴里、愛蓮里、龍川里、牛川里、院村里、竹井里、治日里、虎堂里 |
| 紫陽面         | 魯巷里、道日里、普賢里、三亀里、聖谷里、新坊里、龍山里、龍化里、忠孝里 |
| 大昌面         | 江回里、求芝里、大才里、大昌里、屏岩里、沙里里、新光里、於方里、五吉里、龍田里、龍湖里、雲川里、助谷里、直川里 |
| 北安面         | 庫旨里、冠里、内浦里、堂里、道有里、道川里、明珠里、磻渓里、半亭里、北里、上里、書堂里、松浦里、新垈里、新里里、新村里、玉泉里、龍渓里、元堂里、柳上里、柳下里、林浦里、自浦里、孝里                                                       |

### 警察
- 永川警察署（琴湖邑にある）

### 消防
- 永川消防署

## 交通

### 鉄道
- 中央線
  - 北永川駅 - 永川駅
- 大邱線
  - 琴湖駅 - 北永川駅 - 永川駅
- 永川三角線
  - 北永川駅 - 琴湖駅

### 高速道路
- 京釜高速道路
  - 永川インターチェンジ
- 益山-浦項高速道路
  - 青通サービスエリア（益山方向のみ）- 青通瓦村インターチェンジ - 北永川インターチェンジ - 永川サービスエリア

## 気候
- 最高気温極値39.4℃（1994年7月20日）
- 最低気温極値-20.5℃（1981年1月17日）

| 永川市の気候                                                | 永川市の気候 | 永川市の気候 | 永川市の気候 | 永川市の気候 | 永川市の気候 | 永川市の気候  | 永川市の気候  | 永川市の気候  | 永川市の気候  | 永川市の気候 | 永川市の気候 | 永川市の気候 | 永川市の気候     |
| 月                                                          | 1月          | 2月          | 3月          | 4月          | 5月          | 6月           | 7月           | 8月           | 9月           | 10月         | 11月         | 12月         | 年               |
| ----------------------------------------------------------- | ------------ | ------------ | ------------ | ------------ | ------------ | ------------- | ------------- | ------------- | ------------- | ------------ | ------------ | ------------ | ---------------- |
| 最高気温記録 °C （°F）                                      | 15.7 (60.3)  | 23.6 (74.5)  | 26.6 (79.9)  | 32.0 (89.6)  | 36.3 (97.3)  | 37.3 (99.1)   | 39.4 (102.9)  | 39.6 (103.3)  | 36.6 (97.9)   | 30.5 (86.9)  | 26.1 (79)    | 19.4 (66.9)  | 39.6 (103.3)     |
| 平均最高気温 °C （°F）                                      | 5.5 (41.9)   | 8.3 (46.9)   | 13.6 (56.5)  | 19.9 (67.8)  | 24.9 (76.8)  | 27.6 (81.7)   | 29.9 (85.8)   | 30.5 (86.9)   | 26.2 (79.2)   | 21.5 (70.7)  | 14.6 (58.3)  | 7.5 (45.5)   | 19.2 (66.6)      |
| 日平均気温 °C （°F）                                        | −0.5 (31.1)  | 1.7 (35.1)   | 6.6 (43.9)   | 12.7 (54.9)  | 17.8 (64)    | 21.7 (71.1)   | 25.0 (77)     | 25.3 (77.5)   | 20.4 (68.7)   | 14.1 (57.4)  | 7.3 (45.1)   | 1.1 (34)     | 12.8 (55)        |
| 平均最低気温 °C （°F）                                      | −5.9 (21.4)  | −4.2 (24.4)  | 0.0 (32)     | 5.3 (41.5)   | 10.8 (51.4)  | 16.3 (61.3)   | 21.0 (69.8)   | 21.2 (70.2)   | 15.5 (59.9)   | 7.9 (46.2)   | 1.1 (34)     | −4.4 (24.1)  | 7.1 (44.8)       |
| 最低気温記録 °C （°F）                                      | −20.5 (−4.9) | −16.0 (3.2)  | −10.2 (13.6) | −5.9 (21.4)  | 1.1 (34)     | 5.5 (41.9)    | 11.5 (52.7)   | 11.7 (53.1)   | 4.5 (40.1)    | −4.0 (24.8)  | −9.8 (14.4)  | −14.6 (5.7)  | −20.5 (−4.9)     |
| 降水量 mm （inch）                                          | 22.1 (0.87)  | 26.0 (1.024) | 50.0 (1.969) | 76.4 (3.008) | 85.8 (3.378) | 126.0 (4.961) | 229.8 (9.047) | 233.2 (9.181) | 137.6 (5.417) | 48.6 (1.913) | 31.6 (1.244) | 18.8 (0.74)  | 1,085.9 (42.752) |
| 平均降水日数 （≥0.1 mm）                                    | 4.6          | 5.1          | 7.1          | 7.6          | 8.7          | 9.5           | 13.6          | 13.1          | 8.9           | 4.7          | 5.0          | 4.4          | 92.3             |
| % 湿度                                                      | 56.8         | 56.2         | 57.0         | 56.1         | 60.3         | 67.7          | 74.7          | 75.0          | 74.2          | 68.9         | 65.0         | 59.9         | 64.3             |
| 平均月間日照時間                                            | 166.2        | 184.3        | 211.1        | 220.4        | 234.3        | 191.2         | 163.4         | 180.0         | 162.0         | 191.6        | 155.7        | 153.2        | 2,213.4          |
| 出典：韓国気象庁 (平均値：1991年-2020年、極値：1972年-現在) |              |              |              |              |              |               |               |               |               |              |              |              |                  |

## 観光
- 万仏寺

## 教育
国立
- 陸軍三士官学校（軍事学校）

## 姉妹都市
- 黒石市、日本 1984年
- 開封市、中国 2005年
- 龍仁市、大韓民国 2008年
- 城東区、大韓民国 2008年
- 寿城区、大韓民国 2008年

## 主な出身者
- 白信愛 - 小説家
- 徐河辰 - 小説家